# Adam Friedrich Oeser
Adam Friedrich Oeser, född 17 februari 1717, död 18 mars 1799, var en tysk konstnär.
Oeser utbildades i Wien, bland annat för Martin Mijtens den yngre, anställdes som teatermålare i Dresden, flyttade därefter till Leipzig, för vars konstakademi han 1764 blev direktor. Förutom teaterdekorationer i Leipzig och Weimar utförde Oeser även andra större målerier, bland annat i Nikolaikyrkan i Leipzig och i slottet Hubertusburg. Han var även porträttmålare och etsare (utförde som sådan flera blad efter Rembrandt).